# Imperial War Museum Duxford
Pour les articles homonymes, voir IWM.

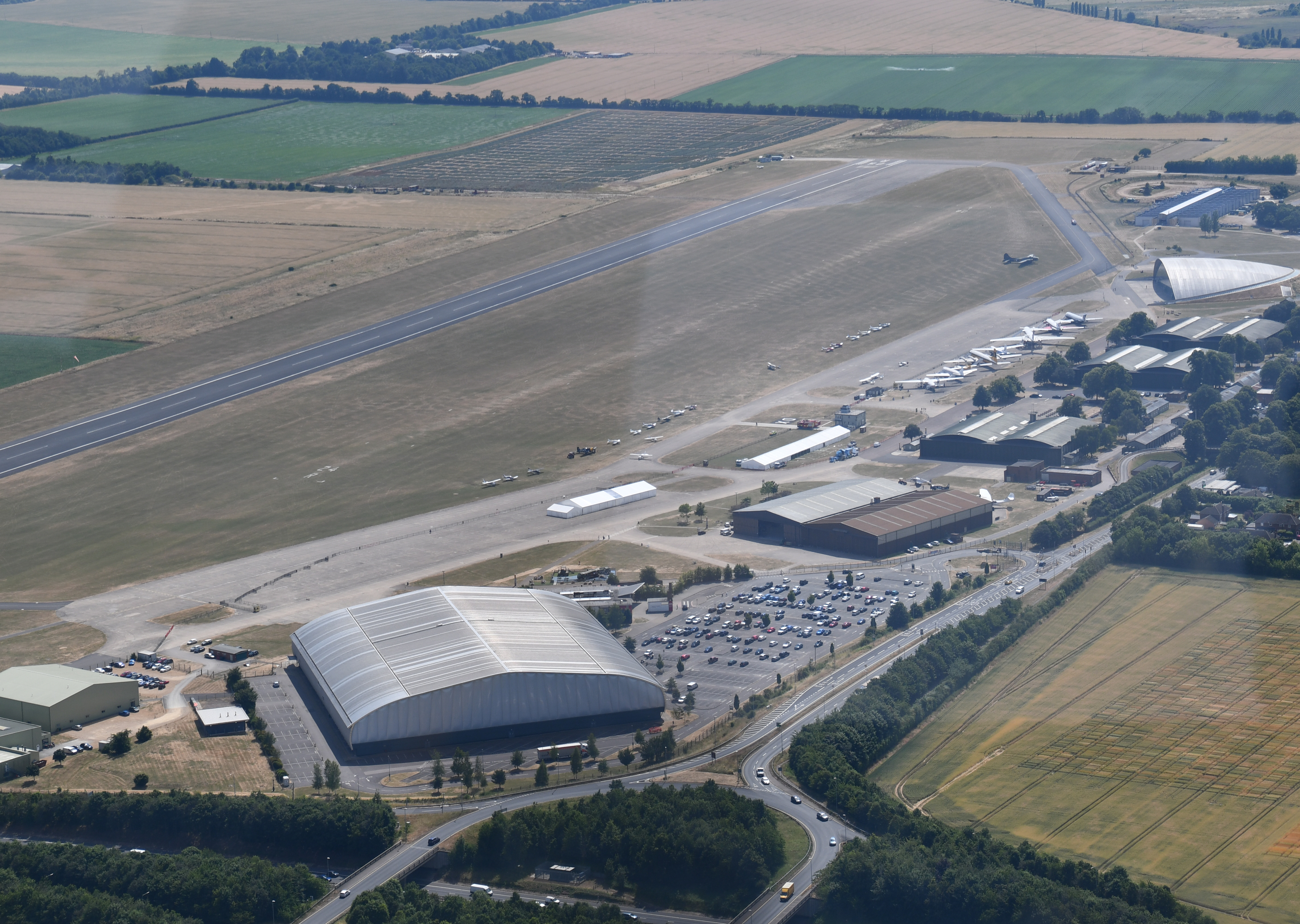
L'Imperial War Museum Duxford vu depuis un Dragon Rapide

L’Imperial War Museum Duxford ou IWM Duxford est une branche de l'Imperial War Museum située près de Duxford, dans le Cambridgeshire, en Angleterre.
Plus grand musée de l'aviation au Royaume-Uni, il expose notamment une collection d'avions britanniques et américains.
Le musée est organisé en six hangars thématiques dédiés à l'aviation, plus un reproduisant une salle de contrôle utilisée pour guider la chasse britannique contre les vagues de bombardiers allemands. Un huitième hangar contient un musée consacré aux véhicules terrestres.  
Y sont restaurés et entretenus en état de vol un grand nombre d'avions, certains étant disponibles pour de courts vols touristiques (DH.89 Dragon Rapide, DH.82 Tiger Moth, T-6 Harvard, Supermarine Spitfire biplace).
Une scène du film Wonder Woman 1984 (2020) y est tournée.